# Марі-Ев Пеллетьє
Марі-Ев Пеллетьє (фр. Marie-Ève Pelletier, фр. вимова: [maʁi ɛv pɛltje]; нар. 18 травня 1982) — колишня професійна канадська тенісистка. 
Здобула три одиночних та двадцять п'ять парних титулів туру ITF.
Найвищу одиночну позицію рейтингу WTA — 106 місце досягнула 20 червня 2005, парну — 54 місце — 12 квітня 2010 року.
В Кубку Федерації рахунок перемог-поразок становить 9–9 в одиночному розряді та 16-6 в парному.
Завершила кар'єру 2013 року.

## Фінали ITF

### Одиночний розряд: 9 (3 титули, 6 поразок)
| Легенда                         |
| ------------------------------- |
| Турніри $100,000 (0–0)          |
| Турніри $75,000 (0–1)           |
| Турніри $50,000 (1–2)           |
| Турніри $25,000 (2–2)           |
| $10,000 / Турніри $15,000 (0–1) |

| Результат | W–L | Дата | Турнір                      | Tier   | Покриття   | Опонент                   | Рахунок            |
| --------- | --- | ---- | --------------------------- | ------ | ---------- | ------------------------- | ------------------ |
| Поразка   | 0–1 | 2000 | Нанкін, КНР                 | 10,000 | Тверде     | Лі На                     | 6–7(3–7), 2–6      |
| Поразка   | 0–2 | 2000 | Фресно, США                 | 25,000 | Тверде     | Рейчел Макквіллан         | 1–6, 1–6           |
| Перемога  | 1–2 | 2000 | Вірджинія-Біч, США          | 25,000 | Ґрунт      | Россана де лос Ріос       | 7–6(7–5), 6–2      |
| Поразка   | 1–3 | 2001 | Пічтрі-Сіті (Джорджія), США | 25,000 | Тверде     | Сє Шувей                  | 4–6, 6–3, 4–6      |
| Поразка   | 1–4 | 2001 | Піттсбург, США              | 50,000 | Тверде (i) | Аліна Жидкова             | 4–6, 1–6           |
| Поразка   | 1–5 | 2002 | Альбукерке, США             | 75,000 | Тверде     | Лора Гренвілл             | 7–6(7–2), 4–6, 1–6 |
| Перемога  | 2–5 | 2005 | Waikoloa, США               | 50,000 | Тверде     | Гана Шромова              | 4–6, 6–1, 6–4      |
| Поразка   | 2–6 | 2005 | Marseille, Франція          | 50,000 | Ґрунт      | Кончіта Мартінес Гранадос | 1–6, 1–6           |
| Перемога  | 3–6 | 2012 | Ель-Пасо (Техас), США       | 25,000 | Тверде     | Ешлі Вейнголд             | 7–5, 6–4           |

### Парний розряд: 51 (25 титулів, 26 поразок)
| Легенда                         |
| ------------------------------- |
| Турніри $100,000 (2–2)          |
| Турніри $75,000 (1–2)           |
| Турніри $50,000 (10–13)         |
| Турніри $25,000 (11–9)          |
| $10,000 / Турніри $15,000 (1–0) |

| Результат | W–L   | Дата | Турнір                            | Tier    | Покриття   | Партнер              | Опоненти                                | Рахунок                 |
| --------- | ----- | ---- | --------------------------------- | ------- | ---------- | -------------------- | --------------------------------------- | ----------------------- |
| Перемога  | 1–0   | 1999 | Балтимор, США                     | 10,000  | Тверде     | Lauren Kalvaria      | Candice De La Torre Надя Джонстон       | 7–6, 6–3                |
| Поразка   | 1–1   | 2001 | Фресно, США                       | 50,000  | Тверде     | Ешлі Гарклроуд       | Кларіса Фернандес Саманта Рівз          | 4–6, 6–4, 5–7           |
| Поразка   | 1–2   | 2002 | Казерта, Італія                   | 50,000  | Ґрунт      | Мая Палавершич       | Еріка Краут Ванесса Менга               | 4–6, 4–6                |
| Поразка   | 1–3   | 2003 | Порту, Португалія                 | 25,000  | Ґрунт      | Iveta Gerlová        | Сібіль Баммер Лаура Делль'Анджело       | 3–6, 5–7                |
| Поразка   | 1–4   | 2004 | Ралі (Північна Кароліна), США     | 50,000  | Ґрунт      | Anouska Van Exel     | Ешлі Кергілл Крістіна Вілер             | 4–6, 4–6                |
| Поразка   | 1–5   | 2005 | Лафаєтт (Луїзіана), США           | 50,000  | Ґрунт      | Марія Фернанда Алвеш | Беті Секуловскі Сінді Вотсон            | 6–4, 4–6, 3–6           |
| Поразка   | 1–6   | 2005 | Marseille, Франція                | 50,000  | Ґрунт      | Марія Фернанда Алвеш | Ліга Декмеєре Каролін Денін             | 2–6, 6–1, 2–6           |
| Поразка   | 1–7   | 2005 | Нант, Франція                     | 25,000  | Тверде (i) | Орелі Веді           | Рената Ворачова Mailyne Andrieux        | 7–6(7–3), 5–7, 2–6      |
| Перемога  | 2–7   | 2006 | Waikoloa, США                     | 50,000  | Тверде     | Чжань Цзіньвей       | Джулія Дітті Лілія Остерло              | 7–5, 4–6, 6–2           |
| Перемога  | 3–7   | 2006 | Charlottesville, США              | 50,000  | Ґрунт      | Суніта Рао           | Марія Фернанда Алвеш Лілія Остерло      | 6–7(6–8), 6–2, 6–3      |
| Поразка   | 3–8   | 2006 | Indian Harbour Beach, США         | 50,000  | Ґрунт      | Марія Фернанда Алвеш | Едіна Галловіц Джессіка Кіркленд        | 3–6, 2–6                |
| Поразка   | 3–9   | 2006 | Палм-Біч-Ґарденс, США             | 25,000  | Ґрунт      | Ешлі Кергілл         | Анджела Гейнс Ракел Атаво               | 3–6, 3–6                |
| Перемога  | 4–9   | 2006 | Періге, Франція                   | 25,000  | Ґрунт      | Монік Адамчак        | Ніна Братчикова Людмила Скавронська     | 6–3, 6–4                |
| Перемога  | 5–9   | 2006 | Сан-Луїс-Потосі (місто), Мексика  | 25,000  | Тверде     | Монік Адамчак        | Марія Хосе Архері Карла Тіене           | 6–7(2–7), 6–4, 6–4      |
| Поразка   | 5–10  | 2006 | Сальтільйо, Мексика               | 25,000  | Тверде     | Монік Адамчак        | Ларісса Карвальйо Жоана Кортез          | 2–6, 5–7                |
| Поразка   | 5–11  | 2007 | Форт-Волтон-Біч, США              | 25,000  | Тверде     | Суніта Рао           | Анжеліка Бахманн Лужанська Тетяна       | 5–7, 7–6(9–7), 6–7(4–7) |
| Поразка   | 5–12  | 2007 | Гаммонд (Луїзіана), США           | 25,000  | Тверде     | Теодора Мирчич       | Чжань Цзіньвей Лужанська Тетяна         | 1–6, 6–7(3–7)           |
| Перемога  | 6–12  | 2007 | Галатіна, Італія                  | $25,000 | Ґрунт      | Ева Грдінова         | Стефанія К'єппа Дар'я Кустова           | 6–1, 7–6(7–4)           |
| Перемога  | 7–12  | 2007 | Périgueux, Франція                | 25,000  | Ґрунт      | Ева Грдінова         | Юлія Бейгельзимер Євгенія Савранська    | 3–6, 7–5, 6–2           |
| Перемога  | 8–12  | 2007 | Vancouver, Канада                 | 50,000  | Тверде     | Стефані Дюбуа        | Agustina Lepore Соледад Есперон         | 6–4, 6–4                |
| Перемога  | 9–12  | 2007 | Денен, Франція                    | 75,000  | Ґрунт      | Ева Грдінова         | Тімеа Бачинскі Кароліна Косіньська      | 6–4, 6–4                |
| Поразка   | 9–13  | 2007 | Troy, США                         | 50,000  | Тверде     | Ева Грдінова         | Angela Haynes Машона Вашінгтон          | 4–6, 2–6                |
| Поразка   | 9–14  | 2008 | Cagnes-sur-Mer, Франція           | 100,000 | Ґрунт      | Жюлі Куен            | Моніка Нікулеску Рената Ворачова        | 7–6(7–2), 1–6, [5–10]   |
| Перемога  | 10–14 | 2008 | Saint-Gaudens, Франція            | 50,000  | Ґрунт      | Сє Шувей             | Орелі Веді Шанелль Схеперс              | 6–4, 6–0                |
| Поразка   | 10–15 | 2008 | Рим, Італія                       | 75,000  | Ґрунт      | Аліна Жидкова        | Клаудія Янс Аліція Росольська           | 3–6, 1–6                |
| Поразка   | 10–16 | 2008 | Denain, Франція                   | 75,000  | Ґрунт      | Стефані Коен-Алоро   | Марет Ані Лурдес Домінгес Ліно          | 0–6, 5–7                |
| Поразка   | 10–17 | 2008 | Гельсінкі, Фінляндія              | 25,000  | Тверде (i) | Патріція Майр        | Емма Лайне Юганна Ларссон               | 4–6, 2–6                |
| Перемога  | 11–17 | 2008 | Торонто, Канада                   | 50,000  | Тверде (i) | Stéphanie Dubois     | Nikola Franková Кармен Клашка           | 6–4, 6–3                |
| Поразка   | 11–18 | 2009 | Пелам (Алабама), США              | 25,000  | Ґрунт      | Фредеріка Пієдаде    | Danielle Harmsen Кім Кілсдонк           | 4–6, 7–5, [9–11]        |
| Перемога  | 12–18 | 2009 | Cagnes-sur-Mer, Франція           | 100,000 | Ґрунт      | Жюлі Куен            | Анна Татішвілі Еріка Краут              | 6–4, 6–3                |
| Поразка   | 12–19 | 2009 | Bronx, США                        | 100,000 | Тверде     | Жюлі Куен            | Анна-Лена Гренефельдn Ваня Кінг         | 0–6, 3–6                |
| Перемога  | 13–19 | 2009 | Poitiers, Франція                 | 100,000 | Тверде (i) | Жюлі Куен            | Марта Домаховська Міхаелла Крайчек      | 6–3, 3–6, [10–3]        |
| Поразка   | 13–20 | 2009 | Phoenix, США                      | 50,000  | Тверде     | Anna Tatishvili      | Шерон Фічмен Mashona Washington         | 6–4, 4–6, [8–10]        |
| Перемога  | 14–20 | 2010 | Баямон (Пуерто-Рико), Пуерто-Рико | 25,000  | Тверде     | Марія Фернанда Алвеш | Марія Ірігоєн Флоренсія Молінеро        | 7–6(7–5), 6–4           |
| Перемога  | 15–20 | 2011 | Pelham, США                       | 25,000  | Ґрунт      | Līga Dekmeijere      | Kimberly Couts Гейді Ель Табах          | 2–6, 6–4, [12–10]       |
| Перемога  | 16–20 | 2011 | Джексон (Міссісіпі), США          | 25,000  | Ґрунт      | Шерон Фічмен         | Ева Грдінова Natalie Piquion            | 7–6(7–1), 7–6(7–3)      |
| Перемога  | 17–20 | 2011 | Charlottesville, США              | 50,000  | Ґрунт      | Шерон Фічмен         | Julie Ditty Карлі Галліксон             | 6–3, 6–3                |
| Перемога  | 18–20 | 2011 | Ролі, США                         | 50,000  | Ґрунт      | Шерон Фічмен         | Беатріс Капра Ейжа Мугаммад             | 6–1, 6–3                |
| Поразка   | 18–21 | 2011 | Бостон, США                       | 50,000  | Тверде     | Шерон Фічмен         | Лужанська Тетяна Александра Мюллер      | 6–7(3–7), 3–6           |
| Поразка   | 18–22 | 2011 | Saguenay, Канада                  | 50,000  | Тверде (i) | Габріела Дабровскі   | Тімеа Бабош Джессіка Пегула             | 4–6, 3–6                |
| Перемога  | 19–22 | 2011 | Торонто, Канада                   | 50,000  | Тверде (i) | Gabriela Dabrowski   | Tímea Babos Jessica Pegula              | 7–5, 6–7(5–7), [10–4]   |
| Перемога  | 20–22 | 2012 | Pelham, США                       | 25,000  | Ґрунт      | Жюлі Куен            | Олена Бовіна Катерина Бичкова           | 7–5, 6–4                |
| Поразка   | 20–23 | 2012 | Dothan, США                       | 50,000  | Ґрунт      | Шерон Фічмен         | Ежені Бушар Jessica Pegula              | 4–6, 6–4, [5–10]        |
| Поразка   | 20–24 | 2012 | Індіяn Harbour Beach, США         | 50,000  | Ґрунт      | Альона Сотникова     | Марія Фернанда Алвеш Джессіка Мор       | 7–6(8–6), 3–6, [8–10]   |
| Перемога  | 21–24 | 2012 | Ролі, США                         | 25,000  | Ґрунт      | Gabriela Dabrowski   | Alexandra Mueller Asia Muhammad         | 6–4, 4–6, [10–5]        |
| Перемога  | 22–24 | 2012 | Рим, Італія                       | 25,000  | Ґрунт      | Лаура Торп           | Джулія Коен Івахненко Валентина Юріївна | 6–0, 3–6, [10–8]        |
| Перемога  | 23–24 | 2012 | Denver, США                       | 50,000  | Тверде     | Шелбі Роджерс        | Лорен Ембрі Ніколь Гіббс                | 6–3, 3–6, [12–10]       |
| Перемога  | 24–24 | 2012 | Waterloo, Канада                  | 50,000  | Ґрунт      | Шерон Фічмен         | Аояма Сюко Gabriela Dabrowski           | 6–2, 7–5                |
| Перемога  | 25–24 | 2012 | Granby, Канада                    | 25,000  | Тверде     | Шерон Фічмен         | Shuko Aoyama Міямура Мікі               | 4–6, 7–5, [10–4]        |
| Поразка   | 25–25 | 2012 | Трой (Алабама), США               | 25,000  | Тверде     | Шерон Фічмен         | Ангелина Габуєва Аріна Родіонова        | 4–6, 4–6                |
| Поразка   | 25–26 | 2012 | Сагне, Канада                     | 50,000  | Тверде (i) | Шерон Фічмен         | Gabriela Dabrowski Алла Кудрявцева      | 2–6, 2–6                |

## Досягнення в одиночних змаганнях
| Турнір                                 | 2000 | 2001 | 2002 | 2003 | 2004 | 2005 | 2006 | 2007 | 2008 | 2009 | 2010 | 2011 | 2012 | 2013 | SR    | W–L | Win % |
| -------------------------------------- | ---- | ---- | ---- | ---- | ---- | ---- | ---- | ---- | ---- | ---- | ---- | ---- | ---- | ---- | ----- | --- | ----- |
| Турніри Великого шлема                 |      |      |      |      |      |      |      |      |      |      |      |      |      |      |       |     |       |
| Відкритий чемпіонат Австралії з тенісу |      | К2р  | К3р  | К3р  | 1р   | К3р  | К1р  |      | К1р  |      |      |      |      | К1р  | 0 / 1 | 0–1 | 0%    |
| Відкритий чемпіонат Франції з тенісу   |      | К3р  | К1р  | К1р  | К1р  | К1р  |      | К2р  | К1р  |      |      |      |      |      | 0 / 0 | 0–0 | –     |
| Вімблдонський турнір                   |      | К1р  | К1р  | К1р  | К2р  | К2р  |      | К1р  | К1р  |      |      |      |      |      | 0 / 0 | 0–0 | –     |
| Відкритий чемпіонат США з тенісу       | К1р  | К1р  | К3р  | К1р  | К1р  | К1р  |      | К2р  | К2р  |      |      |      | К2р  |      | 0 / 0 | 0–0 | –     |
| Перемоги-Поразки                       | 0–0  | 0–0  | 0–0  | 0–0  | 0–1  | 0–0  | 0–0  | 0–0  | 0–0  | 0–0  | 0–0  | 0–0  | 0–0  | 0–0  | 0 / 1 | 0–1 | 0%    |

## Досягнення в парному розряді
| Турнір                                 | 2002 | 2003 | 2004 | 2005 | 2006 | 2007 | 2008 | 2009 | 2010 | 2011 | SR    | W–L | Win % |
| -------------------------------------- | ---- | ---- | ---- | ---- | ---- | ---- | ---- | ---- | ---- | ---- | ----- | --- | ----- |
| Турніри Великого шлема                 |      |      |      |      |      |      |      |      |      |      |       |     |       |
| Відкритий чемпіонат Австралії з тенісу |      |      |      |      |      |      |      |      | 2р   | 1р   | 0 / 2 | 1–2 | 33%   |
| Відкритий чемпіонат Франції з тенісу   |      |      |      |      |      |      |      |      | 1р   |      | 0 / 1 | 0–1 | 0%    |
| Вімблдонський турнір                   | К1р  |      |      | 1р   |      |      | К1р  |      | 1р   |      | 0 / 2 | 0–2 | 0%    |
| Відкритий чемпіонат США з тенісу       |      |      |      |      |      |      |      | 2р   | 1р   |      | 0 / 2 | 1–2 | 33%   |
| Перемоги-Поразки                       | 0–0  | 0–0  | 0–0  | 0–1  | 0–0  | 0–0  | 0–0  | 1–1  | 1–4  | 0–1  | 0 / 7 | 2–7 | 22%   |

## Результати матчів з тенісистками першої сотні рейтингу
Загальний результат Марі-Ев Пеллетьє проти тенісисток першої сотні становить 9–53 (15% перемог)
- Лі На 1–0[nb 1]
- Шанелль Схеперс 1–0[nb 2]
- Джилл Крейбас 1–0[nb 3]
- Аліна Жидкова 1–0[nb 4]
- Саманта Рівз 1–0[nb 5]
- Юлія Шруфф 1–0
- Тетяна Перебийніс 1–0[nb 6]
- Стефані Форец 1–2[nb 7]
- Марісса Ірвін[en] 1–4
- Ліндсі Девенпорт 0–1
- Єлена Янкович 0–1
- Надія Петрова 0–1
- Франческа Ск'явоне 0–1
- Маріон Бартолі 0–1[nb 8]
- Сабіне Лісіцкі 0–1
- Емі Фрейзер 0–1
- Анна Смашнова 0–1
- Віржіні Раззано 0–1
- Фабіола Сулуага 0–1[nb 9]
- Александра Стівенсон 0–1[nb 10]
- Магі Серна 0–1
- Барбора Стрицова 0–1
- Клара Закопалова 0–1
- Івета Бенешова 0–1
- Петра Цетковська 0–1[nb 11]
- Таміра Пашек 0–1
- Марія Венто-Кабчі 0–1[nb 12]
- Крістіна Бранді 0–1[nb 13]
- Саня Мірза 0–1
- Лора Гренвілл 0–1
- Рейчел Макквіллан 0–1[nb 14]
- Петра Мандула 0–1
- Марія Санчес Лоренсо 0–1
- Марі-Гаяне Мікаелян 0–1
- Марлен Вайнгартнер 0–1
- Мелінда Цінк 0–1
- Марта Домаховська 0–1[nb 15]
- Мартина Суха 0–1
- Ешлі Гарклроуд 0–1
- Шенай Перрі 0–1[nb 16]
- Морігамі Акіко 0–1[nb 17]
- Ельс Калленс 0–1[nb 18]
- Адріана Герші 0–1
- Дженніфер Гопкінс[en] 0–1[nb 19]
- Анастасія Родіонова 0–1[nb 20]
- Юліана Федак 0–1
- Яна Неєдли 0–1
- Жофія Губачі 0–1
- Северін Бельтрам 0–2[nb 21]
- Нурія Льягостера Вівес 0–2[nb 22]
- Тетяна Пучек 0–2
- Ірина Селютіна 0–2[nb 23]